# Daniel 4
Daniel 4 este al patrulea capitol al Cărții lui Daniel din Vechiul Testament. Este prezentat sub forma unei scrisori a regelui Nabucodonosor al II-lea în care învață o lecție despre suveranitatea lui Dumnezeu, „care este în stare să smerească pe cei ce umblă cu mândrie!". Nabucodonosor visează un copac foarte înalt care adăpostește întreaga lume, dar apare un străjer îngeresc și decretează că arborele (care este Nabucodonosor) trebuie tăiat și că, timp de șapte ani (sau vremuri), îi va fi luată mintea omenească și i se va da să mănânce iarbă ca la boi. Acest lucru se întâmplă și, la sfârșitul pedepsei sale, Nabucodonosor Îl laudă pe Dumnezeu. Rolul lui Daniel este de a interpreta visul pentru rege.
Mesajul poveștii este că toată puterea pământească, inclusiv cea a regilor, este subordonată puterii lui Dumnezeu. Acest capitol formează o pereche contrastantă cu capitolul 5, în care Nabucodonosor învață că numai Dumnezeu controlează lumea și îi este restaurată puterea în împărăția sa, în timp ce Belșațar nu reușește să învețe din exemplul lui Nabucodonosor și i se ia împărăția care este dată mezilor și perșilor.